# Handball Cassano Magnago
L'Handball Cassano Magnago è una società di pallamano avente sede nella città di Cassano Magnago in provincia di Varese. La società, rifondata nel 2025, prosegue la tradizione sportiva della vecchia Cassano Magnago Handball Club che è stata fondata nel 1974.
Milita in Serie A Gold che è il massimo campionato nazionale italiano di pallamano maschile. Disputa le proprie gare interne presso il PalaTacca di Cassano Magnago.

## Storia
Il Cassano Magnago HC fu fondato nel luglio del 1974 e partecipò al campionato di serie C.
Approdò per la prima volta in serie A nella stagione 1977-78.
In serie A partecipò a 7 campionati fino al 1983-84 cogliendo come miglior risultato un 2º posto nei tornei 1980-81 e 1981-82.
Nella stagione 1984-85 per motivi finanziari rinunciò alla serie B e ripartì dalla serie D.
Grazie ad un ripescaggio tornò in serie A2 nel 1992 ma già dopo il campionato 1993-94 venne retrocesso in serie B.
Alla fine della stagione 2000-01 venne promosso in A2.
Nel 2012-13 torna nella massima serie.
Nella stagione 2018-2019 si qualifica per le semifinali scudetto venendo eliminata dai futuri campioni del SSV Bozen Loacker.
Il 2 marzo 2025 vince il primo trofeo della sua storia, battendo per 29-26 il Conversano nella finale della Coppa Italia.
Il 17 luglio 2025 diventa una s.r.l. con il nuovo nome di Handball Cassano Magnago; Renato Zanovello, ex giocatore ed allenatore, ne diventa il presidente.

## Partecipazioni

### Campionati di 1º e 2º livello
| Livello | Categoria       | Partecipazioni | Debutto | Ultima stagione | Totale |
| ------- | --------------- | -------------- | ------- | --------------- | ------ |
| 1°      | Serie A-1ª D.N. | 9              | 2012-13 | 2020-21         | 16     |
| 1°      | Serie A         | 7              | 1976-78 | 1983-84         | 16     |
| 2°      | Serie A1        | 2              | 2010-11 | 2011-12         | 10     |
| 2°      | Serie A2        | 6              | 1992-93 | 2004-05         | 10     |
| 2°      | Serie B         | 2              | 1975-76 | 1976-77         | 10     |

### Coppe nazionali
| Coppa        | Partecipazioni | Debutto | Ultima stagione |
| ------------ | -------------- | ------- | --------------- |
| Coppa Italia | 7              | 1979-80 | 2020-21         |

### Coppe europee
| Coppa                          | Partecipazioni | Debutto | Ultima stagione |
| ------------------------------ | -------------- | ------- | --------------- |
| EHF Challenge Cup/European Cup | 2              | 2019-20 | 2020-21         |
| IHF/EHF Cup                    | 1              | 1982-83 | 1982-83         |
| Coppa delle Coppe              | 1              | 1981-82 | 1981-82         |

## Palmarès

### Competizioni nazionali
- Coppa Italia (pallamano maschile): 1

2024-25

### Competizioni giovanili
- Campionato italiano di pallamano maschile U21: 2

2018-19, 2021-22
- Campionato italiano di pallamano maschile U19: 5

1979-80, 1995-96, 2017-18, 2018-19, 2020-21
- Campionato italiano di pallamano maschile U17: 7

1977-78, 1979-80, 2012-13, 2016-17, 2017-18, 2018-19, 2021-22
- Campionato italiano di pallamano maschile U15: 3

2005-06, 2015-16, 2017-18

## Palasport
Il Cassano Magnago Handball Club disputa le proprie gare casalinghe presso il Pala Francesco Tacca di Cassano Magnago. L'impianto è sito in via Lega Lombarda 1 ed ha una capienza di circa 800 spettatori.

## Rosa 2025-2026

### Giocatori
| N° | Naz.              | Ruolo | Sportivo            | Anno |  |  |
| -- | ----------------- | ----- | ------------------- | ---- |  |  |
| 1  | Italia (bandiera) | P     | Ivan Ilić           | 1983 |  |  |
| 3  | Italia (bandiera) | T     | Alberto Lazzari     | 2003 |  |  |
| 5  | Italia (bandiera) | T     | Marco Fantinato     | 1998 |  |  |
| 7  | Italia (bandiera) | A     | Gianluca Dapiran    | 1994 |  |  |
| 8  | Italia (bandiera) | T     | Giacomo Savini      | 1998 |  |  |
| 10 | Italia (bandiera) | T     | Alessio Moretti     | 1994 |  |  |
| 11 | Svezia (bandiera) | PV    | Erik Östling        | 1994 |  |  |
| 12 | Italia (bandiera) | P     | Luca Monciardini    | 1995 |  |  |
| 14 | Italia (bandiera) | T     | Federico Mazza      | 1998 |  |  |
| 17 | Italia (bandiera) | T     | Ivan Salvati        | 2003 |  |  |
| 16 | Italia (bandiera) | P     | Riccardo Fasanelli  | 1998 |  |  |
| 19 | Italia (bandiera) | A     | Giorgio Adamo       | 2004 |  |  |
| 23 | Italia (bandiera) | PV    | Mattia Dorio        | 1998 |  |  |
| 27 | Italia (bandiera) | T     | Simone La Bruna     | 2002 |  |  |
| 29 | Italia (bandiera) | A     | Filippo Branca      | 1998 |  |  |
| 30 | Italia (bandiera) | A     | Stefano Bassanese   | 1998 |  |  |
| 44 | Italia (bandiera) | PV    | Usman Kabeer        | 2002 |  |  |
| 93 | Serbia (bandiera) | T     | Nikola Jezdimirović | 1993 |  |  |
|    | Italia (bandiera) | P     | Nicolò Riva         | 2002 |  |  |

### Staff
- Allenatore:  Matteo Bellotti
- Vice allenatore:  Davide Kolec
- Preparatore atletico:  Carlo Simonelli